# Северна Македония на зимните олимпийски игри 2022
Северна Македония ще участва участва на зимните олимпийски игри в Пекин от 4 до 20 февруари 2022 година. Странате ще бъде представена от 3-ма спортисти в 2 спорта.

## Класирани спортисти
| Спорт                   | Мъже | Жени | Общо |
| ----------------------- | ---- | ---- | ---- |
| Ски алпийски дисциплини | 1    | 0    | 1    |
| Ски бягане              | 1    | 1    | 2    |
| Total                   | 2    | 1    | 3    |

## Ски алпийски дисциплини
Мъже
| Състезател    | Събитие               | Първи манш                       | Първи манш                       | Втори манш                       | Втори манш                       | Общо                             | Общо                             |
| Състезател    | Събитие               | Време                            | Място                            | Време                            | Място                            | Време                            | Място                            |
| ------------- | --------------------- | -------------------------------- | -------------------------------- | -------------------------------- | -------------------------------- | -------------------------------- | -------------------------------- |
| Дардан Дехари | Слалом мъже           | не взима участие поради контузия | не взима участие поради контузия | не взима участие поради контузия | не взима участие поради контузия | не взима участие поради контузия | не взима участие поради контузия |
| Дардан Дехари | Гигантски слалом мъже | не взима участие поради контузия | не взима участие поради контузия | не взима участие поради контузия | не взима участие поради контузия | не взима участие поради контузия | не взима участие поради контузия |

## Ски бягане
Дистанции
| Състезател      | Събитие                   | Класически стил | Класически стил | Свободен стил | Свободен стил | Общо      | Общо     | Общо  |
| Състезател      | Събитие                   | Време           | Място           | Време         | Място         | Време     | Дефицит  | Място |
| --------------- | ------------------------- | --------------- | --------------- | ------------- | ------------- | --------- | -------- | ----- |
| Ана Цветановска | 10км класически стил жени | н/д             | н/д             | н/д           | н/д           | 39:57.7   | +11:51.4 | 95    |
| Ставре Яда      | 50 км свободен стил мъже  | н/д             | н/д             | н/д           | н/д           | 1:25:41.8 | +14:09.1 | 56    |

Спринт
| Състезател | Събитие     | Квалификация | Квалификация | Четвъртфинал  | Четвъртфинал  | Полуфинал     | Полуфинал     | Финал         | Финал         |
| Състезател | Събитие     | Време        | Място        | Време         | Място         | Време         | Място         | Време         | Място         |
| ---------- | ----------- | ------------ | ------------ | ------------- | ------------- | ------------- | ------------- | ------------- | ------------- |
| Ставре Яда | Мъже спринт | 3:29.13      | 86           | не продължава | не продължава | не продължава | не продължава | не продължава | не продължава |